# قلعه النخل

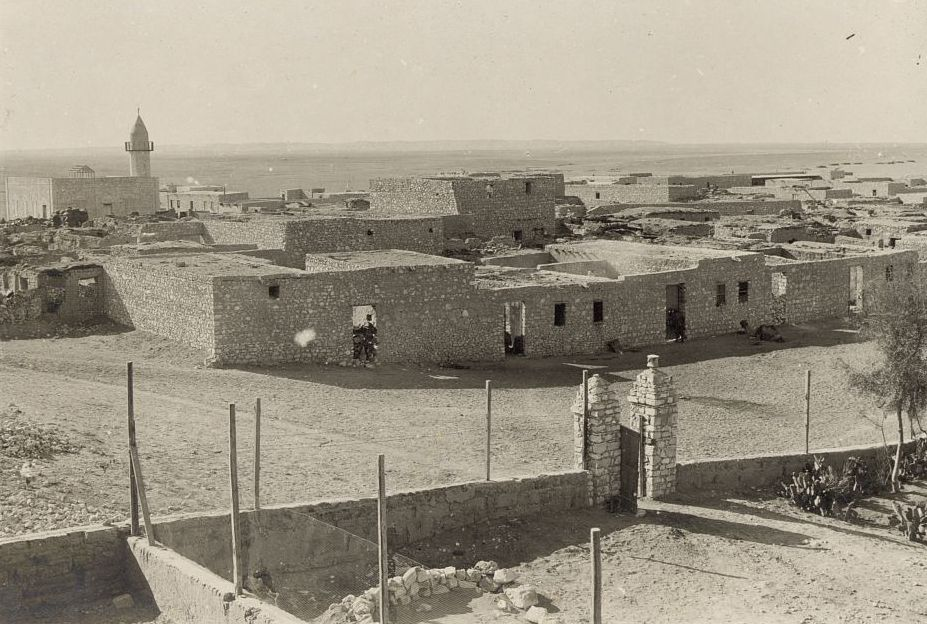
نمایی از قلعه در اوایل قرن بیستم

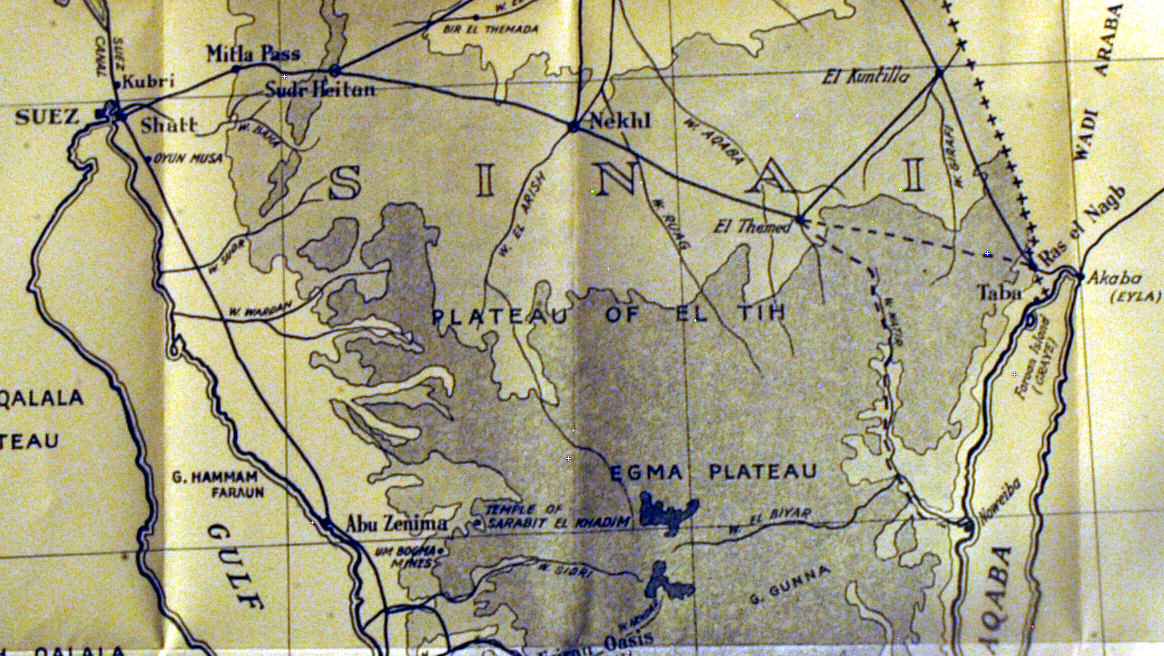
نقشه سینا در سال ۱۹۳۱، النخل در مرکز، ۷۰ مایلی شرق سوئز

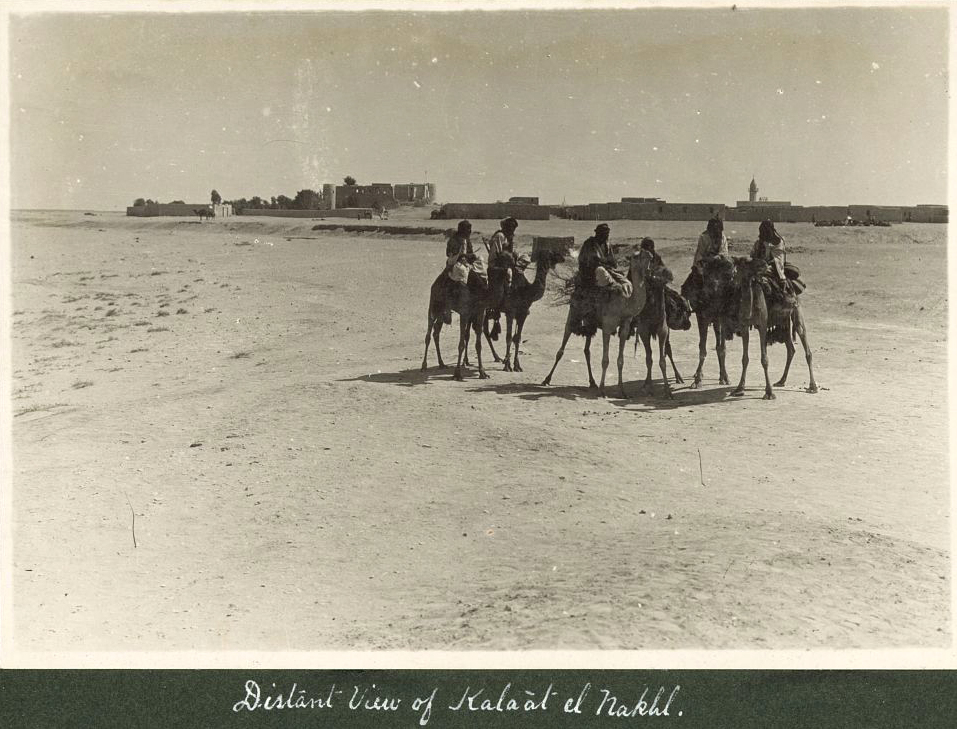
قلعه و روستای نخل، قبل از ۱۹۱۴ میلادی.

قلعه النخل (عربی: قلعة النخل) قصری در شهر نخل در شبه‌جزیره سینا در مصر است. این محل یک نقطه استراتژیکی دقیقاً در مرکز شبه‌جزیره است. حفاری‌ها در این مکان بقایایی از مصر باستان را نشان می‌دهد. در طول تاریخ، این محل توقفگاه و محل برگزاری مهمی برای زائران مسلمان بوده‌است که حج یا عمره، و زیارت‌های مقدس مسلمانان را انجام می‌دادند.

## دوران مملوک
قلعه النخل در این مکان توسط سلطان مملوک چرکس، قانصوه غوری ساخته شد. گروهی از زائران مسیحی (از جمله فلیکس فابری) در سال ۱۴۸۳ ثبت کردند که چاه بزرگی در النخل وجود داشت که به آن «چاه سلطان» می‌گفتند، زیرا در فصل زیارت، سلطان مردی را با دو شتر استخدام می‌کرد تا تمام روز برای زائران آب بکشد. زائران فرانسوی‌ها در راه خود به دیر کاترین مقدس می‌آمدند اما به دلیل آنکه مطمئن نبودند که مورد استقبال قرار گیرند، از این چاه استفاده نمی‌کردند.

## دوران عثمانی
قلعه النخل توسط سلطان سلیم بکم در قرن شانزدهم و پس از اشغال مصر توسط او در سال ۱۵۱۷ ساخته شد. سربازان «موری» در آنجا برای محافظت از زائرانی که از مصر، مراکش، الجزیره و اسپانیا می‌آمدند، مستقر بودند.

## وضعیت میراث جهانی
این قلعه در ۲۸ ژوئیه ۲۰۰۳ در رده فرهنگی به فهرست موقت میراث جهانی یونسکو اضافه شد.
نزدیک به یک پست دیده‌بانی نظامی بزرگ است که توسط نیروهای حافظ صلح بین‌المللی اداره می‌شود.